# Philco (Radsportteam)

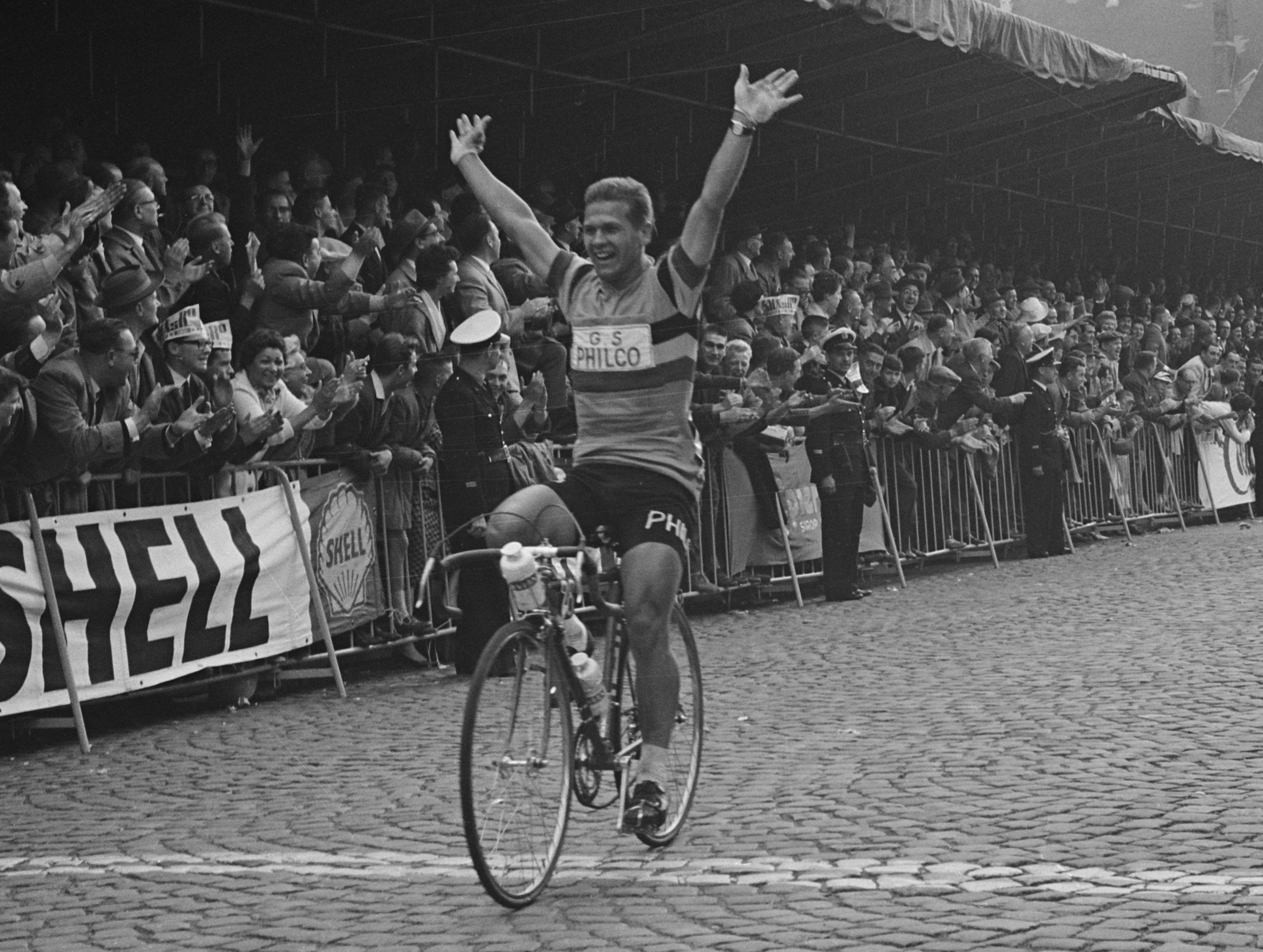
Emile Daems bei der Tour de France 1962

Philco war ein italienisches Radsportteam, das von 1960 bis 1962 bestand.

## Geschichte
Das Team wurde 1960 von Fiorenzo Magni gegründet. Im ersten Jahr konnte das Team neben den Siegen zweite Plätze bei Mailand–Turin, bei der Coppa Sabatini und der Coppa Agostoni sowie Platz 3 beim Giro della Toscana und Platz 6 beim Giro d’Italia erzielen. IM Folgejahr wurden zweite Plätze beim Giro dell’Appennino und beim Giro dell’Emilia, Platz 3 beim Gran Premio Città di Camaiore und Platz 5 beim Giro d’Italia. 1962 erwirkte das Team zweite Plätze bei Paris–Roubaix, bei Mailand–Turin, Tre Valli Varesine und bei Milano–Mantova, Platz 3 beim Giro del Lazio, vierte Plätze bei der Lombardei-Rundfahrt und der Coppa Bernocchi sowie Platz 5 beim Giro d’Italia. Nach der Saison 1962 löste sich das Team auf.
Hauptsponsor war ein italienischer Hersteller von Rundfunkempfangsgeräten und Fernsehapparaten, welcher ursprünglich 1958 als Niederlassung einer amerikanischen Firma gegründet wurde.

## Erfolge
1960
- zwei Etappen Giro d’Italia
- Lombardei-Rundfahrt
- Giro dell’Appennino
- Gran Piemonte
- Giro della Provincia di Reggio Calabria
- Gran Premio Industria e Commercio di Prato
- Nationale Sluitingsprijs
- zwei Etappen Rom–Neapel–Rom
- eine Etappe Vier Tage von Dünkirchen
- eine Etappe Niederlande-Rundfahrt
- Omloop van het Westen

1961
- eine Etappe Giro d’Italia
- zwei Etappen Tour de Suisse
- drei Etappen Rom–Neapel–Rom
- eine Etappe Menton–Genua–Rom
- Coppa Bernocchi
- Giro del Ticino
- Italienische Meisterschaft – Straßenrennen

1962
- Mailand–Sanremo
- drei Etappen Tour de France
- drei Etappen Giro d’Italia
- Giro di Campania
- Giro della Toscana
- drei Etappen Giro di Sardegna
- Sassari–Cagliari
- zwei Etappen Paris–Nizza
- Omloop van Limburg
- Omloop van Midden-België
- Giro del Ticino

## Wichtige Platzierungen
| Grand Tour            | 1960 | 1961 | 1962 |
| --------------------- | ---- | ---- | ---- |
| Vuelta a EspañaVuelta | –    | 13   | –    |
| Giro d’ItaliaGiro     | 6    | 5    | 5    |
| Tour de FranceTour    | –    | –    | 13   |

| Monument                 | 1960 | 1961 | 1962 |
| ------------------------ | ---- | ---- | ---- |
| Mailand–Sanremo          | 79   | 9    | 1    |
| Flandern-Rundfahrt       | 31   | 4    | 15   |
| Paris–Roubaix            | 42   | 6    | 2    |
| Lüttich–Bastogne–Lüttich | 21   | 6    | 11   |
| Lombardei-Rundfahrt      | 1    | 19   | 4    |

## Bekannte Fahrer
- Emile Daems (1960–1962)
- Guido Carlesi (1960–1962)
- Arturo Sabbadin (1960–1961)
- Franco Bitossi (1961–1962)
- Vittorio Adorni (1962)